# Chloé Laurent
Chloé Laurent (* 1981) ist eine ehemalige französische Snowboarderin. Sie startete in der Disziplin Halfpipe.

## Werdegang
Laurent startete im November 1999 in Tignes erstmals im Snowboard-Weltcup der FIS, wobei sie den 14. Platz belegte. Bei den Juniorenweltmeisterschaften 2000 in Berchtesgaden errang sie den 27. Platz. Im folgenden Jahr gewann sie bei den Juniorenweltmeisterschaften in Nassfeld die Silbermedaille. In der Saison 2001/02 wurde sie mit den Plätzen zwei und eins in Bischofswiesen Vierte in der Halfpipe-Wertung des Europacups. In der folgenden Saison erreichte sie mit vierten Plätzen in Stoneham sowie in Serre Chevalier ihre beste Platzierung im Weltcup und mit dem 12. Rang im Halfpipe-Weltcup ihr bestes Gesamtergebnis. Beim Saisonhöhepunkt, den Snowboard-Weltmeisterschaften 2003 am Kreischberg, kam sie auf den 33. Platz. Ihren 17. und damit letzten Weltcup absolvierte sie im März 2003 in Arosa, welchen sie auf dem 17. Platz beendete.

## Weltcup-Gesamtplatzierungen
| Saison    | Gesamt | Gesamt | Halfpipe | Halfpipe |
| Saison    | Punkte | Platz  | Punkte   | Platz    |
| --------- | ------ | ------ | -------- | -------- |
| 1999/2000 | 25     | 116.   | 270      | 48.      |
| 2000/01   | 54     | 96.    | 482      | 40.      |
| 2001/02   | -      | -      | 740      | 31.      |
| 2002/03   | -      | -      | 1850     | 12.      |